# Gustav Malmborg
Gustav Malmborg, är son till författaren Marita Jonsson och Jon Jonsson (arkitekt). Malmborg är verksam som adjunkt i osteologi vid Uppsala Universitet Campus Gotland fd. Högskolan på Gotland, och internationellt känd som armborstskytt med flera titlar. Malmborg tävlar för Gotlands Armborstförening. 2007-2019 satt han som ordförande för Svenska Armborstunionen (SAU). Från 2019 blev han vald till ordförande för World crossbow shooting assosiation (WCSA)

## Meriter

### Medeltid
- Malmborg var rankad som världstrea 2024.
- 3:a i Sverige 2006 och 4:a 2007 enligt armborst.se.

### Standard
- Malmborg var rankad världsetta utomhus på tavla 2017-2018 och i bänkskytte 2024

### Freestyle
- Malmborg var världstvåa på tavla utomhus i freestyle 2024

### Sporting
- Malmborg var 2009 och 2012 rankad som Sveriges främsta armborstskytt (i sportingklassen) av Svenska armborstunionen (SAU).

## Satta Svenska rekord

### Medeltid
- 243p, 30 pilar på 18 m på en 40 cm tavla (2007-03-31) (slaget 2008-04-19 av Rolf Hallin)
- 470p, 60 pilar på 18 m på en 40 cm tavla (2007-03-31) (slaget 2008-04-19 av Rolf Hallin)

### Sporting
- 51p, 6 pilar på 35 m på en 60 cm tavla (2008-05-09) (slaget 2009-05-09 av Gustav Malmborg)
- 54p, 6 pilar på 35 m på en 60 cm tavla (2009-05-09)
- 186p, 20 pilar på 35 m på en 60 cm tavla (2008-06-28) (slaget 2009-06-27 av Gustav Malmborg)
- 187p, 20 pilar på 35 m på en 60 cm tavla (2009-06-27) (slaget 2009-09-01 av Gustav Malmborg)
- 190p, 20 pilar på 35 m på en 60 cm tavla (2009-09-01)
- 293p, 30 pilar på 18 m på en 40 cm tavla (2010-03-13) (slaget 2011-03-26 av Kenneth Eriksson)
- 283p, 30 pilar på 18 m på en 25 cm tavla (2010-03-14)
- 276p, 30 pilar på 18 m på en 25 cm tavla (2009-04-04) (slaget 2009-09-01 av Gustav Malmborg)
- 583p, 60 pilar på 18 m på en 40 cm tavla (2010-03-13) (slaget 2011-03-26 av Kenneth Eriksson)
- 564p, 60 pilar på 18 m på en 25 cm tavla (2010-03-14)
- 552p, 60 pilar på 18 m på en 25 cm tavla (2009-04-04) (slaget 2009-09-01 av Gustav Malmborg)

## Satta Världsrekord

### Standard - partävling
- 706p, 60*3 pilar på 60cm tavla i lag med Rolf Hallin och Jan-Åke Andersson (2024-10-31)

### Standard
- 55p, 6 pilar på 45m på en 60 cm tavla (2017-04-05) (slaget av Simon Emmett (UK) 2023)
- 562p, 60 pilar på 18m på en 25 cm tavla (2016-10-18)
- 580p, 60 pilar på 18m på en 40 cm tavla (2016-10-18)
- 1142p, 60 pilar + 60 pilar på 18 m på 25 cm respektive 40 cm talva (2016-10-18)

### Sporting
- 190p, 20 pilar på 35 m på en 60 cm tavla (2009-09-01) (Slaget av Graeme Watkins (UK) 2013)
- 55p, 6 pilar på 45m på en 60 cm tavla (2017-04-05)
- 562p, 60 pilar på 18m på en 25 cm tavla (2016-10-18)
- 580p, 60 pilar på 18m på en 40 cm tavla (2016-10-18)
- 1142p, 60 pilar + 60 pilar på 18 m på 25 cm respektive 40 cm talva (2016-10-18)